# Роговин, Николай Ефимович
Николай Ефимович Роговин (20 ноября 1891, Москва — 17 мая 1957, Москва) — русский и советский живописец и график, архитектор, преподаватель, историк архитектуры.

## Биография
Родился в Москве 20 ноября 1891 года в семье Ефима Самуиловича Роговина (1860—1913), инженера-технолога. Отец был обеспеченным человеком, в 1905 году он купил имение, площадью 447 десятин земли, в селе Лески Екимовской волости Рязанского уезда. Но на исходе первой русской революции, в 1908 году, усадьбу сожгли крестьяне, и Е. С. Роговин продал большую часть земли Крестьянскому поземельному банку.
Учился в Московском училище живописи, ваяния и зодчества на архитектурном отделении. Даты учебы точно неизвестны, но в 1913/1914 году еще был студентом.
Был близок к кругу Михаила Ларионова. Выставил 4 свои работы (Натурщица, Ритм, Натурщица, Портрет) на выставке «Бубновый валет» в декабре 1910 — январе 1911 годов. Участвовал в выставке «Союза молодежи» в 1911 году. В 1912 году выставлялся на организованной Ларионовым и Гончаровой на выставке «Ослиный хвост», на ней у Роговина экспонировалось 12 работ: Религиозная композиция; Изида; Мужики; Чаепитие; Самоубийство; Изида (рисунок); Иллюстрация к Shildburger’ам; Мещанка у фотографа; Шуты; Сатира на картины и истина; Шуты (акварель); Эскизы к народному театру. В 1912 году совместно с Н. Гончаровой, М. Ларионовым и В. Татлиным проиллюстрировал книгу Велимира Хлебникова «Мирсконца», ему принадлежат в ней 4 иллюстрации. В том же году А. Е. Кручёных привлёк Роговина вместе с Ларионовым, Гончаровой и А. В. Шевченко к работе над серией литографированных открыток. В 1913 году участвовал в третьей «ларионовской» выставке «Мишень» (4 работы, названия в каталоге не приведены).
Был известен как коллекционер старообрядческих лубков. Лубки из его собрания (в том числе «Сцена из Апокалипсиса», «Страшный суд», «Повесть о бесе, оскверненном на блудном месте» и другие) экспонировались на выставках лубков, организованных в 1913 году Н. Д. Виноградовым и М. Ф. Ларионовым.
27 марта 1919 года Роговин вместе с В. П. Киселёвым был направлен Наркомпросом на работу в Рязанские государственные свободные художественные мастерские (РГСХМ). Художники приехали в Рязань и 19 апреля присутствовали на коллегии Губпроса. На том же заседании решался вопрос о работе в РГСМХ известного художника-рязанца Ф. А. Малявина, он сказал, что продолжать работу в мастерских он не может из-за мелочных придирок руководства. Молодых москвичей также ждала неудача. На этом заседании коллегии Роговин выдвинул своего рода педагогическое кредо:

Я нахожу необходимым ознакомить учащихся с мировой живописью (с исторической живописью, с лучшими образцами старых мастеров), а не писать с учениками лошадок. Нужно объяснить учащимся откуда они могут почерпать материал для письма. Живопись должна быть органически связана с внутренним миром учащихся, как это мы наблюдаем на детских рисунках. Образование для учащихся не обязательно, нужно культивировать не ум, а дух учащихся.
В Рязани московские художники были приняты в штыки, их рассматривали как «присланных футуристов» и не утвердили в должностях. Позже 22 апреля Роговин на очередной коллегии Губпроса утверждал, что «ни к какому направлению… себя не причисляет», а из старых мастеров почитает более всего Леонардо, Полайоло, Домье, Коро и Сезанна. И наконец только 6 мая 1919 года Рязанский Губпрос утвердил Роговина и Киселёва в должностях. Роговин был избран членом Совета мастерских. Но неожиданно 10 июля 1919 года руководители мастерских по живописи Роговин и Киселёв были призваны на военную службу. А художественные мастерские в связи с этим были временно закрыты. Как пишет современный рязанский историк «В конкуренции незаурядного с ординарным рязанские власти (как и во многих других случаях) встали на сторону заурядности».
Неясно какое влияние оказала эта рядовая (но хорошо исследованная) неудача на Роговина, однако в начале 1920-х он писал Михаилу Ларинову: 

Сейчас, по-моему, должен возродиться новый реализм — мощный, добрый, веселый, ценный подлинным пониманием цвета, поверхности и всех тех вещей, которые культивировало левое искусство.
В советское время, по-видимому, свои работы на выставках не экспонировал. Его область интересов сместилась в сторону архитектуры. В 1920 году, когда появился указ об ускоренных выпусках инженеров, Роговин поступил в Московский политехнический институт и в июне 1921 года окончил его со званием инженера-архитектора. Преподавал в Московском Архитектурном институте. С конца 1930-х работал на кафедре истории и теории архитектуры, а с 1946 на кафедре истории архитектуры и искусства. Читал архитектонический анлиз, вёл семинары по анализу композиции.
В конце 1930-х — начале 1940-х годов публикует составленные им альбомы архитектурных увражей; участвует в написании первых томов «Всеобщей истории архитектуры».
Умер 17 мая 1957 года. Похоронен вместе с отцом и братом на Новодевичьем кладбище (участок 3, ряд 6, могила 1).
Судьба живописного наследия неизвестна, работы по теории архитектуры в большинстве своём остались не опубликованными. Только в 1989 году один из его учеников, В. Тальковский, опубликовал в журнале «Архитектрура и строительство в России» не изданную статью Роговина «Инструменты античных мастеров» (№ 6, с. 20).

## Семья
- Брат-близнец — Виктор Ефимович Роговин (1891—1962), врач-гинеколог[2].
  - Племянник — Александр Викторович Роговин (1921—2005), актёр театра имени К. Станиславского[14], его жена — Нина Константиновна Федина (1922—2018) — дочь Константина Федина.
- Сестра — Елена Ефимовна, в замужестве Митина (1894—1972)[2].

## Публикации
- Роговин Н. Е. Арка Тита. — М., 1939.
- Роговин Н. Е. Храм Весты. — М., 1939.
- Роговин Н. Е. Пантеон. — М., 1940.
- Роговин Н. Е. Пропилеи Акрополя в Афинах / Подбор табл. и текст архитектора Н. Е. Роговина. — [М.]: Академия архитектуры СССР, [1940]. — 8 с.ил., черт., план., 18 л. ил., черт. и план.; — (Избранные архитектурные увражи. Серия «Греция»; вып. I).
- Библиография по архитектуре. Сост. Ж. Д. Виноград, Н. Е. Роговин. 1940. 195 с.
- Роговин Н. Е. Церковь Вознесения в Коломенском (XVI век) / Сост. Н. Е. Роговин; Под ред. акад. арх. И. В. Рыльского. — М.: [б. и.], 1942. — 24 с., 20 отд. л. ил., черт. и план.: ил., черт. и план. — (Памятники русской архитектуры; 1).
- Всеобщая история архитектуры. Том 2. Книга 1. Архитектура Древней Греции. Под общей редакцией В. Л. Блаватского, В. Ф. Маркузона, Б. П. Михайлова, В. Н. Сарабьянова, Е. Г. Чернова. Авторы книги: Н. Е. Роговин, В. Ф. Маркузон, С. И. Сахаров при участии В. Д. Блаватского, С. А. Кауфман, М. М. Кобылиной. — М.: Издательство Академии архитектуры СССР, 1949. — Академия архитектуры СССР.

## Адреса
- 1912 — Москва, Остоженка, собственный дом[8].
- 1926 — Москва, Волконский переулок дом 12: Кв. № 2 (член МОНО и МАО)[15]